# Idula
Koordinati:   44°09′50″N, 15°O3′22″E
Idula je majhen nenaseljen otoček v Jadranskem morju, ki pripada Hrvaški.
Idula leži severozahodno od  otoka Ugljan, oddaljena okoli 0,5 km od rta Sv. Petar. Njegova površina meri 0,124 km². Dolžina obalnega pasu je 1,41 km. Najvišji vrh otočka je visok 25 mnm.